# Lazinov
Lazinov (in tedesco Lasinow) è un comune della Repubblica Ceca facente parte del distretto di Blansko, in Moravia Meridionale.